# لاري ليفان
لاري ليفان (بالإنجليزية: Larry Levan)‏ هو منتج أسطوانات وملحن ودي جيه أمريكي، ولد في 20 يوليو 1954 في نيويورك في الولايات المتحدة، وتوفي في 8 نوفمبر 1992 في ماونت سيناي بيت إسرائيل في الولايات المتحدة بسبب سكتة.

## وصلات خارجية
- لاري ليفان على موقع IMDb (الإنجليزية)
- لاري ليفان على موقع ميوزك برينز (الإنجليزية)
- لاري ليفان على موقع إن إن دي بي (الإنجليزية)
- لاري ليفان على موقع أول ميوزيك (الإنجليزية)
- لاري ليفان على موقع ديسكوغز (الإنجليزية)
- لاري ليفان على موقع قاعدة بيانات الفيلم (الإنجليزية)